# البنوناب
البنوناب هي قرية كبيرة تقع في ولاية النيل الأبيض 46 كلم شمال الدويم بمحاذاة النيل الغربي و 160 كلم جنوب الخرطوم وتتبع اداريا لمحلية الدويم وحدة شبشة الإدارية .
معظم سكانها يمتهنون الزراعة وتربية الحيوان و التجارة.
يجاورها عدد من القرى وهي الشطيب من الجنوب وقرية فرع الخنجر من الشمال والنيل الأبيض من الشرق وقوز الدم والمهيلة وجبل العرشكول من جهة الغرب.
بها رياض أطفال ومدرسة أساس تم إنشاؤها في العام 1969م ومدرسة ثانوية ومركز صحي ومسجد كبير من طابقين رجالا ونساء .
يمتهن أهلها بالزراعة المطرية على الكثبان الرملية والأراضي الطينية جنوب وغرب القرية والزراعة النيلية على شواطئ القرية الشرقية و جزر الزلقة ، بدرية و أم عدارة
يبلغ تعدادها من السكان حوالي 3000 نسمة وجلهم من قبيلة الشايقية وتعد نسبة الشباب والأطفال الغالبية العظمى بواقع 60% .
بها عدد مقدّر من خريجي الجامعات يعملون بالوظائف المختلفة والتجارة الحرة ودول المهجر .
بالنسبة لأدارة القرية يعمل بنظام الإدارة الأهلية ( نظام العمودية ) .